# سيسينيو غونزاليز مارتينيز
سيسينيو غونزاليز مارتينيز (بالإسبانية: Sisinio González)‏ (مواليد 22 أبريل 1986 في البسيط - إسبانيا) لاعب كرة قدم إسباني يلعب حاليا لصالح نادي الدرجة الأولى ريال بلد الوليد الإسباني منذ 2009 في مركز الجناح الأيسر كما يجيد اللعب في مركز الجناح الأيمن .

## روابط خارجية
- سيسينيو غونزاليز مارتينيز على موقع الاتحاد الدولي (مؤرشف)  (الإنجليزية)
- سيسينيو غونزاليز مارتينيز على موقع رابطة كرة القدم اليابانية للمحترفين (اليابانية)
- سيسينيو غونزاليز مارتينيز على موقع دوري كوريا الجنوبية (الإنجليزية)
- سيسينيو غونزاليز مارتينيز على موقع قاعدة بيانات كرة القدم.إي يو (الإنجليزية)
- سيسينيو غونزاليز مارتينيز على موقع Soccerway.com (الإنجليزية)
- سيسينيو غونزاليز مارتينيز على موقع عالم كرة القدم.نت (الإنجليزية)
- سيسينيو غونزاليز مارتينيز على موقع AS.com (الإسبانية)